# 윌리엄 데이비스 레이놀즈
윌리엄 데이비스 레이놀즈(William Davis Reynolds, 이눌서, 李訥瑞)는 미국 남장로교회에서 파송된 선교사·성서 번역가·교육자·신학자다. 한국 이름은 이눌서(李訥瑞)다. 미국 남장로교회(PCUS; The Presbyterian Church in the United States)소속의 선교사로 1894년 조선에 들어온 이후, 호남지역의 교회와 학교를 통해 선교활동을 하였고, 1910년에 출판된 최초의 한글 구약성경의 번역작업을 주도하였다. 조선예수교장로회신학교에서 1917년부터 1937년까지 어학교사 및 조직신학 교수로 재직하였고 기독교신학연구지인 '신학지남(神學指南)'의 편집인 등으로도 활동하였다. 1937년 은퇴하여 미국으로 귀국하였다.

## 생애

### 선교사 파송

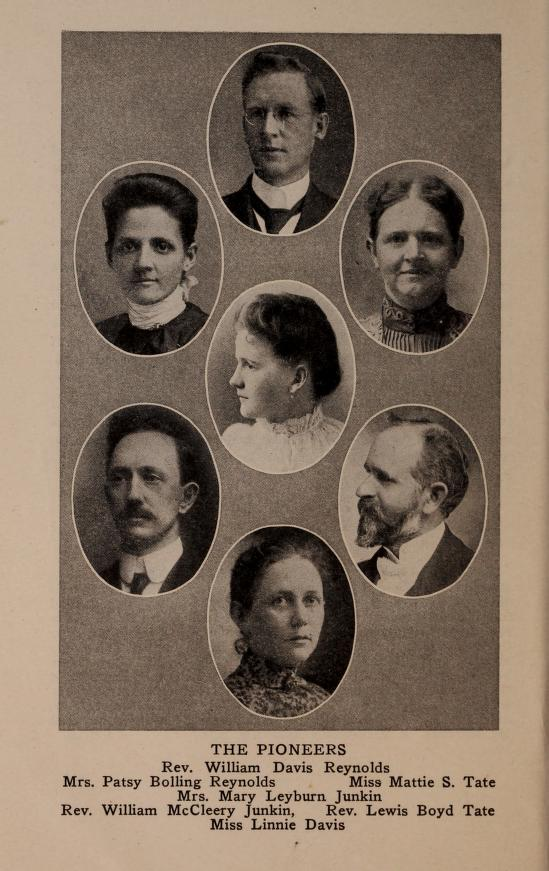
한국에 도착한 미국 남장로교회 소속 선교사 7인

레이놀즈는 1867년 버지니아주 노포크에서 태어났으며, 1887년에 햄든-시드니 대학을 졸업하고 교사로 생활했다. 이후 개신교 목사가 되기 위해 1890년 레이놀즈는 미국 리치먼드에 있는 미국 남장로교회의 교단 신학교인 유니온 신학교에 진학했다. 신학교 재학 중 레이놀즈는 1891년 9월에 있었던 전국 신학교 해외선교 집회에서 언더우드 선교사와 윤치호로부터 한국선교에 대한 강연을 듣고 한국 선교에 참여하기로 결심했다. 이 집회에 함께 참여한 전킨(William McCleery Junkin, 全緯廉), 테이트(Lewis Boyd Tate, 崔義德), 레이놀즈(W. D. Reynolds, 李訥瑞), 마티 테이트(Mattie S. Tate, 최마태), 린니 데이비스(Linnie Davis), 팻시 볼링(Patsy Bolling), 메어리 레이번(Mary Leyburn) 등 일곱 명의 미국 남장로교회 소속 선교사들은 1892년 10월 17일과 11월 3일에 한국에 입국했다.

### 성경번역
레이놀즈는 1895년 10월 조선상임성서실행위원회 산하 공인번역위원회 위원으로 선출되었다. 한국에 들어온지 3년 밖에 되지 않는 다는 것을 이유로 레이놀즈에게 중책을 맡기는 것을 반대하는 아펜젤러의 의견에도 불구하고 번역위원으로 활동하였으며, 오히려 아펜젤러의 마태복음 번역의 오류를 수정하는 제안을 하기도 하였다. 레이놀즈는 1910년 4월 2일 오후 5시, 구약의 마지막 구절 번역을 마치고 서울에 있는 영국성서공회 소속 휴 밀러(Hugh Miller)에게 전보를 통해 '번역다됐소'라는 전보를 보냈다. 이는 최초의 구약전체를 한글로 번역한 것으로 게일과 언더우드가 참여한 예레미야서를 제외한 나머지 모든 부분을 레이놀즈가 번역한 것으로 사실상 개인 번역과 다름없다는 평이 있다. 레이놀즈가 번역한 <구약전서>는 1911년 3월에 요코하마에서 3만부 인쇄되어 반포되었다.

## 같이 보기
- 대한예수교장로회
- 호러스 그랜트 언더우드
- 전주신흥고등학교

## 연보
- 1867년: 출생
- 1891년: 유니온 신학교 졸업
- 1891년 9월: 안식년을 맞아 미국에 돌아간 언더우드 선교사가 전국 신학교 해외선교 집회(Inter-Seminary Alliance for Foreign Missions)에서 테이트, 전킨 등과 함께 강연을 듣고 한국 선교에 참여하기로 결심했다.
- 1892년 1월 22일: 한국 선교 허가받다
- 1892년 11월 3일: 제물포에 도착한 후, 서울로 이동했다.
- 1893년 1월 28일: 해외 장로교파별 선교공의회를 운영하던 장로교파 선교사들이 연합하여 장로교 선교 공의회(장로교미슌공의회; Presbyterian Mission Council)를 조직하고 레이놀즈를 회장으로 선출하였다. 이 회의에서 미국 남장로교회 소속 선교사들은 호남, 제주, 충청남도 등을 대상으로 선교활동을 펼치는 것으로 결정되었다.
- 1894년 3월 - 5월: 군산, 전주, 목포, 순천 등 전라도 지역을 다니며 선교 구역을 살펴보았다.
- 1895년: 조선상임성서실행위원회 산하 공인번역위원회 위원이 되었다.
- 1897년: '전주교회'(후일 서문밖교회(西門外敎會)로 불림) 목사로 부임했다.
- 1900년 9월 9일: 전주 서문외 완산 북림 기슭에 있는 이눌서의 집 사랑방에서 하리슨 선교사(W. B. Harrison)가 만 16세의 김창국을 대상으로 근대식 교육을 시작하였다.
- 1902년 10월: 밀러 선교사의 지방 순회로 공석이된 승동교회의 임시 당회장으로 부임했다.[7]
- 1906년 3월 - 1907년 8월: 제임스 게일 목사의 안식년으로 자리를 비운 연동교회의 강단에서 목사로서 직무를 담당했다.[8]
- 1907년: 한국인 번역조사 이창직, 김정삼과 레이놀즈 선교사가 구약성경 번역을 위한 번역 위원으로 임명되었다.
- 1907년: YMCA 낙성식에서 설교를 했다.
- 1910년 4월 2일: 구약성서 전체 번역을 마쳤다.
- 1910년 5월: 안식년을 맞아 미국으로 돌아갔다 복귀하여 1911년 10월 '전주교회'로 돌아왔다.
- 1911년: 독노회 회장을 역임했다.
- 1917년: 평양의 조선예수교장로회신학교에서 어학을 가르치기 시작했다.
- 1918년: 안식년으로 미국으로 돌아갔다 1920년에 복위했다.
- 1924년: 조선예수교장로회신학교에서 조직신학 교수로서 가르치기 시작하였다.
- 1929년: 지리산 노고단과 조선예수교장로회신학교 내에 9홀 골프장을 설계해서 만들었다.[9]
- 1937년 6월: 미국으로 귀국하였다가 조선예수교장로회신학교 폐교로 복귀하지 못했다.
- 1951년: 노스캐롤라이나 몬트리어트에서 사망했다.[10]